# Gouy-les-Groseillers
Gouy-les-Groseillers és un municipi francès, situat al departament de l'Oise i a la regió dels Alts de França. L'any 2007 tenia 35 habitants.

## Demografia

### Població
El 2007 la població de fet de Gouy-les-Groseillers era de 35 persones. Hi havia 12 famílies de les quals 4 eren unipersonals (4 dones vivint soles i 4 dones vivint soles) i 8 parelles amb fills.
La població ha evolucionat segons el següent gràfic:
Habitants censats

### Habitatges
Tots els 11 habitatges que hi havia el 2007 eren l'habitatge principal de la família. Tots els 10 habitatges eren cases. Dels 11 habitatges principals, 8 estaven ocupats pels seus propietaris, 2 estaven llogats i ocupats pels llogaters i 1 estava cedit a títol gratuït; 2 tenien tres cambres, 4 en tenien quatre i 5 en tenien cinc o més. 9 habitatges disposaven pel capbaix d'una plaça de pàrquing. A 5 habitatges hi havia un automòbil i a 6 n'hi havia dos o més.

### Piràmide de població
La piràmide de població per edats i sexe el 2009 era:
| Homes | Edats   | Dones |
| ----- | ------- | ----- |
| 0     | 95 o +  | 0     |
| 0     | 90 a 94 | 0     |
| 0     | 85 a 89 | 0     |
| 0     | 80 a 84 | 0     |
| 0     | 75 a 79 | 0     |
| 0     | 70 a 74 | 0     |
| 0     | 65 a 69 | 0     |
| 0     | 60 a 64 | 0     |
| 0     | 55 a 59 | 0     |
| 4     | 50 a 54 | 4     |
| 0     | 45 a 49 | 4     |
| 0     | 40 a 44 | 0     |
| 0     | 35 a 39 | 0     |
| 0     | 30 a 34 | 0     |
| 0     | 25 a 29 | 0     |
| 4     | 20 a 24 | 4     |
| 0     | 15 a 19 | 0     |
| 0     | 10 a 14 | 0     |
| 0     | 5 a 9   | 0     |
| 0     | 0 a 4   | 0     |

## Economia
El 2007 la població en edat de treballar era de 24 persones, 20 eren actives i 4 eren inactives. De les 20 persones actives 17 estaven ocupades (9 homes i 8 dones) i 3 estaven aturades (1 home i 2 dones). De les 4 persones inactives 1 estava jubilada i 3 estaven classificades com a «altres inactius».

## Poblacions més properes
El següent diagrama mostra les poblacions més properes.